# 李珊 (嘉靖進士)
李珊（1505年—？），字敬孚，號慎菴，湖廣衡州衛人，官籍，明朝政治人物，官至應天府尹。

## 生平
嘉靖十年（1531年）辛卯科湖廣鄉試第七十八名。嘉靖十七年（1538年）戊戌科第三甲第九十二名進士。授常州府推官，二十四年十二月选授戶科給事中，二十六年五月陞工科右，十月升礼科左，二十七十二月升工科都給事，三十年三月升應天府丞，三十三年六月官應天府尹，因應天府死囚吴恭伯等十五人越狱夺城门逃走，三十四年正月被锦衣卫逮捕至北京讯問，久之御史为之开释，令回籍听用。

## 家族
曾祖父李贇；祖父李賢，壽官；父李恩，號柘山，封工科都给事中；母王氏。重庆下。兄李龍，都指挥佥事；李夔，指挥使；李鳳；李汉；李琦。弟李玱、李玑、李珠、李頊。